# Gran Premio Capodarco 2013
Il Gran Premio Capodarco 2013, quarantaduesima edizione della corsa e valida come evento dell'UCI Europe Tour 2013 categoria 1.2, si svolse il 16 agosto 2013 su un percorso di 180 km. Fu vinto dall'italiano Matteo Busato che terminò la gara in 4h21'55", alla media di 41,23 km/h.
Al traguardo 72 ciclisti portarono a termine la gara.

## Squadre partecipanti
| N.      | Cod. | Squadra                         |
| ------- | ---- | ------------------------------- |
| 1-8     |      | Team Colpack                    |
| 9-16    |      | Zalf-Euromobil-Désirée-Fior     |
| 17-24   |      | U.S. Fausto Coppi Gazzera-Videa |
| 25-32   |      | Marchiol-Emisfero-Site          |
| 33-40   |      | Trevigiani-Dynamon-Bottoli      |
| 41-48   |      | Palazzago-Fenice                |
| 49-56   |      | ASD Sant'Ambrogio               |
| 57-64   |      | Delio Gallina-Colosio-Eurofeed  |
| 65-72   |      | Pregnana Team Scout             |
| 73-80   |      | Carmiooro-N.G.C.-Pool Cantù     |
| 81-88   |      | Ciclisti Padovani 2011          |
| 89-96   |      | Mastromarco-Sensi-Dover         |
| 97-104  |      | Petroli Firenze-Wega            |
| 105-112 |      | Cerone-Rafi                     |
| 113-120 |      | G.S. Podenzano                  |
| 121-128 |      | Acqua & Sapone-Team Mocaiana    |
| 129-136 |      | Futura Team Matricardi          |
| 137-144 |      | Big Hunter Seanese              |
| 145-152 |      | Ciclistica Sestese              |
| 153-160 |      | U.C. Pistoiese                  |
| 161-168 |      | Fracor-Aba                      |

| N.      | Cod. | Squadra                           |
| ------- | ---- | --------------------------------- |
| 169-176 |      | Vejus-TMF                         |
| 177-184 |      | G.S. Banca Popolare Emilia Rom.   |
| 185-192 |      | Virtus Villa                      |
| 193-200 |      | Vini Fantini-D'Angelo & Antenucci |
| 201-206 |      | Aran-D'Angelo & Antenucci-BLS     |
| 207-214 |      | Monturano-Civitanova-Cascinare    |
| 215-222 |      | Calzaturieri Montegranaro         |
| 223-230 |      | Veloclub Senigallia               |
| 231-238 |      | Vega Prefabbricati Montappone     |
| 239-246 |      | Jayco-AIS                         |
| 247-254 | TIK  | Itera-Katusha                     |
| 255-262 | AS2  | Continental Team Astana           |
| 263-270 |      | EQA U23                           |
| 271-278 |      | Velo Club Mendrisio               |
| 279-286 |      | Maca-Loca Scott                   |
| 287-294 |      | Velo Club Bellinzona              |
| 295-302 |      | MG.K Vis-Norda                    |
| 303-310 |      | Cicli Falgiani                    |
| 311-318 |      | Ciclismo 2000                     |
| 319-324 | LOK  | Lokosphinx                        |

## Ordine d'arrivo (Top 10)
| Pos. | Corridore          | Squadra         | Tempo    |
| ---- | ------------------ | --------------- | -------- |
| 1    | Matteo Busato      | Trevigiani      | 4h21'55" |
| 2    | Mario Sgrinzato    | Petroli Firenze | a 18"    |
| 3    | Gianfranco Zilioli | Colpack         | a 36"    |
| 4    | Alessio Taliani    | Futura Team     | s.t.     |
| 5    | Alessio Mischianti | Futura Team     | s.t.     |
| 6    | Davide Formolo     | Petroli Firenze | s.t.     |
| 7    | Daniele Dall'Oste  | Trevigiani      | a 43"    |
| 8    | Nicola Gaffurini   | Delio Gallina   | s.t.     |
| 9    | Bachtijar Kožataev | Cont. Astana    | s.t.     |
| 10   | Manuel Senni       | Colpack         | s.t.     |